# Läppträsket
Läppträsket är en sjö i kommunen Raseborg i landskapet Nyland i Finland. Sjön ligger 5,3 meter över havet. Arean är 1,23 kvadratkilometer och strandlinjen är 5,52 kilometer lång. Sjön  ingår i Finska vikens kustområde. 
Läppträsket är en fågelsjö, belägen strax söder om Karis stad och är ett av ornitologer välbesökt område. På sjöns norra strand har uppförts två fågeltorn, i ett område som är mycket värdefullt både genom sin natur och arkeologiskt.[källa behövs]
Läppträsket ligger omkring 72 km väster om Helsingfors. 